# Archidiecezja Hartford

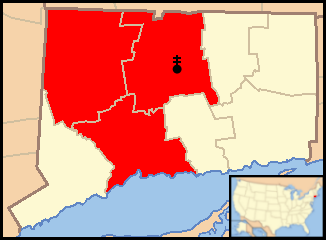
Metropolia Hartford

Archidiecezja Hartford (łac. Archidioecesis Hartfortiensis, ang. Archdiocese of Hartford) – rzymskokatolicka archidiecezja ze stolicą w  Hartford, w stanie Connecticut, region Nowa Anglia, Stany Zjednoczone.
Terytorialnie obejmuje hrabstwa Hartford, Litchfield i New Haven.

## Sufraganie
- Diecezja Bridgeport
- Diecezja Norwich
- Diecezja Providence

## Historia
Od czasów kolonialnych aż do przybycia pierwszych osadników w 1651 Kościół katolicki w Connecticut istniał w cieniu tradycji protestanckiej. Misyjny zapał pierwszych księży doprowadził do utworzenia w Hartford kościoła Świętej Trójcy, który został poświęcony przez biskupa Fenwicka 8 maja 1834. Dziewięć lat później, wiosną 1843, biskup Fenwick, który był w podeszłym wieku, zwrócił się do V Rady Baltimore, że należy poświęcić większą uwagę katolikom w Connecticut. Biskup Fenwick zaproponował, aby diecezję bostońską podzielić tak, aby wyodrębnić diecezje obejmujące stany Connecticut i Rhode Island.
28 listopada 1843 papież Grzegorz XVI wydał bullę papieską, ustanawiając diecezję Hartford, wydzieloną z diecezji bostońskiej z siedzibą w Bostonie.
W 1844, biskup Tyler wysłał petycję do Rzymu, aby przenieść stolicę diecezji Hartford do Providence, Rhode Island. 6 sierpnia 1953, papież Pius XII ustanowił diecezję Bridgeport i Norwich a diecezja Hartford została przekształcona w archidiecezję Hartford.

### Poprzedni ordynariusze
- William Tyler (1843–1849)
- Bernard O'Reilly (1849–1856)
- Francis McFarland (1858–1875)
- Thomas Galberry, O.S.A. (1877–1879)
- Lawrence S. McMahon (1879–1894)
- Michael Tierney (1894–1908)
- John J. Nilan (1910–1934)
- Maurice F. McAuliffe (1934–1944)
- Henry J. O'Brien (1945–1969)
- John F. Whealon (1969–1991)
- Daniel Cronin (1992–2003)
- Henry Mansell (2003–2013)
- Leonard Blair (2013–2024)
- Christopher Coyne (od 2024)

## Szkoły

### Szkoły średnie
- Academy of Our Lady of Mercy, Lauralton Hall, Milford
- Canterbury School, New Milford
- East Catholic High School, Manchester
- Holy Cross High School, Waterbury
- Northwest Catholic High School, West Hartford
- Notre Dame High School, West Haven
- Sacred Heart Academy, Hamden
- Sacred Heart High School, Waterbury
- St. Paul Catholic High School, Bristol